# اسپاسک، اوبلاست پنزا
شهر اسپاسک، اوبلاست پنزا (به روسی: Спасск) در کشور روسیه و در اوبلاست پنزا واقع شده‌است.